# Ронтон
Ронтон (фр. Ronthon) — бывшая французская коммуна в департаменте Манш региона Нормандия, с 1 января 1973 года объединённая с Драже в коммуну Драже — Ронтон.

## География
Ронтон — коммуна, расположенная к северо-востоку от района Драже и не имеющая выхода к побережью Ла-Манша.

## Топонимика
Название этой местности встречается под формами Ransthun в 1158 году, Ronthon в 1212 году, Ronton в 1254 году.
Ronthon состоит из элемента -thon, который, по-видимому, происходит от англосаксонского tun, от которого произошло английское town (с англ. — «город»), и элемента ron, происхождение которого Эрнест Негр относит к германскому антропониму Raganus.

## История
1 января 1973 года Ронтон объединился с Драже, Жене и Сен-Жа-ле-Тома, образовав новую коммуну Драже — Томбелен (реализация декрета от 25 октября 1972 года).
Жене и Сен-Жа-ле-Тома снова стали независимыми 1 января 1979 года; Драже и Ронтон остались единым целым, сначала под названием Драже, а затем, с 1980 года, под названием Драже — Ронтон. Коммуна по-прежнему сохраняет статус ассоциированной коммуны.

## Администрация

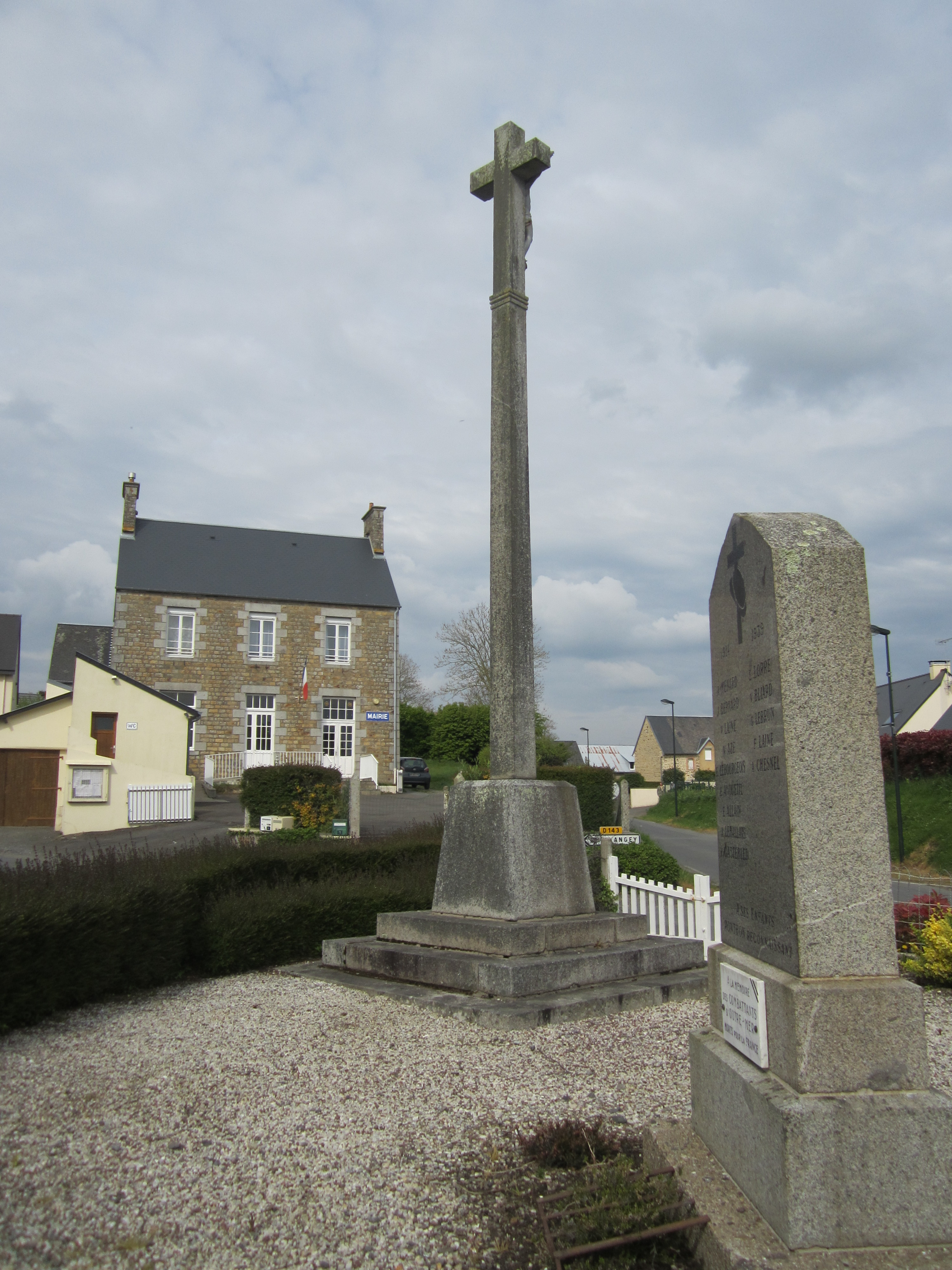
Пристройка к ратуше.

| Период                                                                          | Период                     | ФИО                        |
| Список мэров до ассоциации                                                      | Список мэров до ассоциации | Список мэров до ассоциации |
| ------------------------------------------------------------------------------- | -------------------------- | -------------------------- |
| …1792                                                                           | 1793…                      | Луи Оливье                 |
| …1795                                                                           | 1800                       | Клод Леруа                 |
| 1800                                                                            | 1803                       | Жорж Летелье               |
| 1803                                                                            | 1815                       | Жан Биссон                 |
| 1815                                                                            | 1830                       | Жак Летелье-Десжарден      |
| 1830                                                                            | 1831                       | Жан Биссон                 |
| 1831                                                                            | 1858                       | Клод Леруа                 |
| 1858                                                                            | 1897                       | Доминик Гозз               |
| 1897                                                                            | 1900                       | Чарльз Каруж               |
| 1900                                                                            | 1904                       | Франсуа Шовен              |
| 1904                                                                            | 1919                       | Клод Леруа                 |
| 1919                                                                            | 1921                       | Альберт Пико               |
| 1921                                                                            | 1929                       | Арман Шовен                |
| 1929                                                                            | 1933                       | Альберт Бернар             |
| 1933                                                                            | 1969                       | Эмиль Гиллар               |
| 1969                                                                            | 1971                       | Август Лесерф              |
| 1971                                                                            | 1972                       | Бернар Гиллар              |
| Список делегированных мэров (в пределах Драже — Томбелен, затем Драже — Ронтон) |                            |                            |
| 1973                                                                            | 1977                       | Александр Тардиф           |
| 1977                                                                            | 1978                       | Морис Песту                |
| 1973                                                                            | 1983                       | Бернар Гиллар              |
| 1983                                                                            | 2004                       | Андре Шесно                |
| 2004                                                                            | 2020                       | Кристиан Тиллар            |
| 2020                                                                            | действующий                | Люсьен Жаме                |
| Часть данных взята из книги "601 коммуна и место для жизни в Ла-Манше".         |                            |                            |

## Демография
| 1793 | 1800 | 1806 | 1821 | 1831 | 1836 | 1841 | 1846 | 1851 | 1856 | 1861 | 1866 | 1872 | 1876 | 1881 | 1886 | 1891 | 1896 | 1901 | 1906 | 1911 | 1921 | 1926 | 1931 | 1936 | 1946 | 1954 | 1962 | 1968 | 2010 | 2015 | 2019 |
| ---- | ---- | ---- | ---- | ---- | ---- | ---- | ---- | ---- | ---- | ---- | ---- | ---- | ---- | ---- | ---- | ---- | ---- | ---- | ---- | ---- | ---- | ---- | ---- | ---- | ---- | ---- | ---- | ---- | ---- | ---- | ---- |
| 494  | 518  | 518  | 563  | 560  | 512  | 446  | 463  | 468  | 429  | 417  | 385  | 363  | 363  | 350  | 322  | 314  | 273  | 271  | 293  | 274  | 220  | 225  | 250  | 236  | 255  | 236  | 243  | 255  | 238  | 238  | 229  |

## Достопримечательности
Церковь Святого Николая де Ронтон (частично с элементами XII века) с высокой колокольней и отсутствием трансепта. Ансамбль из алтаря, табернакля, реликвариев и статуи Девы Марии с младенцем XIII века включены в перечень исторического наследия.

### Комментарии
1. ↑  умер в должности 13 апреля 1858 года